# Anita Neil
Anita Neil (Reino Unido, 5 de abril de 1950) fue una atleta británica especializada en la prueba de 100 m, en la que consiguió ser medallista de bronce europea en 1969.

## Carrera deportiva
En el Campeonato Europeo de Atletismo de 1969 ganó la medalla de bronce en los 100 metros lisos con un tiempo de 11.8 segundos, llegando a meta tras la alemana Petra Vogt (oro con 11.6 s) y la neerlandesa Wilma van den Berg (plata con 11.7 segundos).